# Ассесос
Ассесос (дав.-гр. Ασσησός) — давньогрецьке місто в Карії, на схід від Мілета.
Першим населенням міста булі карійці, і саму його назву Геродот вважає карійською. У місцевого царевича Анфея закохалася Клеобея, дружина мілетського царя Фобія. Після того, як Анфей відмовив їй, Клеобея вбила його і наклала на себе руки.
На самому початку VII ст. до н. е. Ассесос остаточно був приєднаний до Мілета. Тут був збудованій величний храм Афіни Ассеської, і саме місто швидко елінізувалося. Під час війни Мілета з Лідією (612 — 600 до н. е.) було зруйноване Аліаттом, але згодом ним же відновлене. На місці спаленого святилища Афіни було зведено аж два храми.
Тепер на місці античного Ассесоса знаходиться турецьке селище Менгеревтепе.